# Sympherobius intermedius
Sympherobius intermedius är en insektsart som beskrevs av Monserrat 1998. Sympherobius intermedius ingår i släktet Sympherobius och familjen florsländor. Inga underarter finns listade i Catalogue of Life.